# Carl Hermann Ethé
Carl Hermann Ethé (Stralsund, 13 febbraio 1844 – Bristol, 7 giugno 1917) è stato un orientalista tedesco.

## Biografia
Docente all'Università di Aberystwyth, fu tra i massimi esperti di neopersiano; è noto specialmente per i suoi cataloghi di manoscritti islamici e per aver pubblicato studi e traduzioni in tedesco di poesie persiane. Curò tra l'altro l'edizione delle opere di Rudaki.

Dopo i primi studi compiuti in Germania venne chiamato nel 1872 alla Bodleian Library dell'Università di Oxford dove portò a termine il catalogo di manoscritti orientali iniziato da Eduard Sachau. Per le sue idee radicali, insofferente nei confronti del governo autoritario di Bismark, nel 1874 si stabilì in modo permanente in Gran Bretagna. Nel 1875 divenne docente all'università di Aberystwyth, dove insegnava tedesco, ebraico ed altre lingue orientali.

Allo scoppio della prima guerra mondiale a causa del dilagare di sentimenti antitedeschi fu costretto ad abbandonare Aberystwyth. insieme a sua moglie, che era inglese. L'università tuttavia si rifiutò di licenziarlo. Visse gli ultimi anni a Reading e Bristol senza poter riprendere l'insegnamento.